# 守山市立立入が丘小学校
守山市立立入が丘小学校（もりやましりつ たていりがおかしょうがっこう）は、滋賀県守山市立入町にある公立小学校。

## 歴史

### 沿革
出典
- 1993年（平成5年） - 全校児童533名、学級数20、県費教職員27名で開校
  - 5月12日 - 人間国宝森口華弘を迎え教育講演会を実施する
  - 10月20日 - FBC秋花壇コンクール「環境庁長官賞」受賞
- 1994年（平成6年）4月8日 - 市教委「平成6年度性教育実践重点校」の指定を受ける
- 2009年（平成21年）11月20日 - FBC秋花壇コンクール「大賞」受賞（岐阜県立図書館）
- 2013年（平成25年）11月30日 -  FBC秋花壇コンクール「大賞」受賞（中日新聞社）[2]

## 通学区域
- 守山市
  - 吉身七丁目、吉身町の一部（37番地の4、および119番地から120番地の3まで、126番地および129番地の1から140番地の5まで、213番地の1および213番地の4の区域）、岡町、立入町、浮気町の一部（370番地から370番地の6、370番地の8から370番地の13、372番地の4および374番地から391番地の17を除く区域）、梅田町の一部（17番1号および17番4号の区域）、勝部町の一部（244番地の1から244番地の28までの区域）[3]

## 進学先中学校
- 公立学校は、守山市立守山中学校[3]

## 交通アクセス
出典
- JR琵琶湖線守山駅東口より徒歩約10分
- 国道8号より辻交差点で琵琶湖大橋方面へ約2分（自家用車の場合）